# Ford Scorpio
Ford Scorpio (type G) var en baghjulstrukket, øvre mellemklassebil bygget af Ford i Köln mellem foråret 1985 og sommeren 1998. I perioder fandtes der også versioner med firehjulstræk.
Scorpio, som blev valgt til Årets Bil i Danmark og Europa i 1986, fandtes i starten kun som combi coupé ("Aero-Heck"). I starten af 1990 kom der en firedørs sedan, og i foråret 1992 en stationcar ("Turnier").

## Beskrivelse
Scorpio var i 1985 den første serieproducerede personbil, som var standardudstyret med ABS-bremser. Indtil da kunne ABS kun fås som dyrt ekstraudstyr hos forskellige bilfabrikanter. Fra modelår 1994 var også fører- og passagerairbags standardudstyr, og fra foråret 1998 også sideairbags. Pladsforholdene var specielt på bagsædet over gennemsnittet for denne klasse.
Motorprogrammet omfattede, alt efter model og årgang, benzinmotorer fra 1,8 til 2,9 liter og dieselmotorer på 2,5 liter (først fra PSA, fra og med 1993 fra VM Motori). Mest populære var den i 1989 introducerede DOHC-motor på 2,0 liter med 88 kW (120 hk), som i 1992 blev neddroslet til 85 kW (115 hk) for at kunne placere bilen i en lavere forsikringsklasse, og V6-motoren på 2,9 liter med 107 kW (145 hk).
På trods af god kritik fra fagpressen og talrige opdateringer levede salget ikke op til forventningerne.
Der blev produceret og solgt 850.000 eksemplarer af Scorpio, hvilket svarede til omkring halvdelen af de i et lignende tidsrum producerede modeller Ford Consul og Ford Granada (1,6 mio. eksemplarer mellem 1972 og 1985).
I Storbritannien beholdt modellen forgængerens navn Granada frem til modelskiftet i 1994.

## Scorpio '85 / Scorpio '92 (1985−1994)
I april 1985 blev Scorpio, som oprindeligt skulle have heddet Lugano, introduceret som efterfølger for Ford Granada og fandtes de første år kun som combi coupé. I foråret 1986 kom Scorpio 4×4 med firehjulstræk og 2,8-liters V6-motor (senere 2,9 liter) på markedet.
I januar 1990 kom, sammen med visse detailændringer, den klassiske sedan på markedet.
Fra efteråret 1991 kunne topmodellen med en 2,9-liters 24-ventilet V6-motor fra motorfabrikken Cosworth fås. Denne motor med 143 kW (195 hk) (1991−1994) hhv. 152 kW (207 hk) (1994−1998) fandtes kun med automatgear. Scorpio 24V var positioneret som komfortabel rejselimousine, hvorfor navnet Cosworth ikke optrådte i modelbetegnelsen.
- Bagfra
- Ford Scorpio Aero-Heck (1990–1992)
- Ford Scorpio sedan (1990–1992)
- Bagfra

I februar 1992 fik Scorpio et facelift. Samtidig kom den også som stationcar, af Ford traditionelt benævnt Turnier.
- Ford Scorpio Aero-Heck (1992–1994)
- Ford Scorpio sedan (1992−1994)
- Ford Scorpio Turnier (1992−1994)

### Markedsvariationer
Den første generation af Scorpio hed fortsat Granada i Storbritannien (eller Granada Scorpio), og det var først med anden generation i 1995, at den på dette marked blev kendt som Scorpio. Dog havde topmodellen fra starten heddet Granada Scorpio.
På det nordamerikanske marked gik modellen under navnet Merkur Scorpio, og det var kun 2,9 l-udgaven, der blev solgt her. Der var mindre forskelle fra den europæiske udgave, og således blev den primært solgt i en udgave med automatgear og motoren ydede kun 144 hk mod 150 hk i den europæiske version. Den blev ligesom Ford Scorpio bygget hos Ford Motor Company i Köln. Den opnåede imidlertid ikke større salg, og den blev derfor taget af markedet igen i 1989.

### Tekniske data
| Version       | Cylindre      | Slagvolumen (cm³) | Boring × slaglængde (mm) | Fødesystem    | Katalysator   | Kompressions- forhold | Maks. effekt kW (hk) ved omdr./min. | Maks. drejnings- moment Nm ved omdr./min. | Topfart (km/t)1 | Acceleration 0–100 km/t (sek.)1 | Byggeår         |
| Benzinmotorer | Benzinmotorer | Benzinmotorer     | Benzinmotorer            | Benzinmotorer | Benzinmotorer | Benzinmotorer         | Benzinmotorer                       | Benzinmotorer                             | Benzinmotorer   | Benzinmotorer                   | Benzinmotorer   |
| ------------- | ------------- | ----------------- | ------------------------ | ------------- | ------------- | --------------------- | ----------------------------------- | ----------------------------------------- | --------------- | ------------------------------- | --------------- |
| 1.8           | R4            | 1796              | 86,2 × 77,0              | Karburator    | Ingen         | 9,5:1                 | 66 (90)/5400                        | 140/3500                                  | 179             | 13,1                            | 4/1985−4/1989   |
| 2.0           | R4            | 1993              | 90,8 × 77,0              | Karburator    | Ingen         | 9,2:1                 | 77 (105)/5200                       | 157/4000                                  | 188             | 11,5                            | 4/1985−4/1989   |
| 2.0           | R4            | 1993              | 90,8 × 77,0              | Karburator    | Ureguleret    | 9,2:1                 | 74 (101)/5400                       | 153/4000                                  | 181             | 12,0                            | 4/1985−4/1989   |
| 2.0i          | R4            | 1993              | 90,8 × 77,0              | Multipoint    | Ingen         | 9,2:1                 | 85 (115)/5500                       | 160/4000                                  | 193             | 10,6                            | 4/1985−4/1989   |
| 2.0i          | R4            | 1993              | 90,8 × 77,0              | Multipoint    | Reguleret     | 8,5:1                 | 74 (101)/5100                       | 148/4000                                  | 181             | 12,4                            | 10/1985−4/1989  |
| 2.0 DOHC      | R4            | 1998              | 86,0 × 86,0              | Karburator    | Ingen         | 10,3:1                | 80 (109)/5600                       | 174/3000                                  | 185             | 11,7                            | 5/1989−10/1989  |
| 2.0 DOHC      | R4            | 1998              | 86,0 × 86,0              | Karburator    | Ureguleret    | 10,3:1                | 77 (105)/5500                       | 170/3000                                  | 183             | 12,2                            | 5/1989−12/1991  |
| 2.0i DOHC     | R4            | 1998              | 86,0 × 86,0              | Multipoint    | Ingen         | 10,3:1                | 92 (125)/5500                       | 174/2500                                  | 195             | 10,8                            | 5/1989−10/1989  |
| 2.0i DOHC     | R4            | 1998              | 86,0 × 86,0              | Multipoint    | Reguleret     | 10,3:1                | 88 (120)/5500                       | 171/2500                                  | 192             | 11,2                            | 5/1989−12/1991  |
| 2.0i DOHC     | R4            | 1998              | 86,0 × 86,0              | Multipoint    | Reguleret     | 10,3:1                | 85 (115)/5500                       | 171/2500                                  | 192             | 11,2                            | 1/1992−12/1994  |
| 2.4i          | V6            | 2394              | 84,0 × 72,0              | Multipoint    | Ingen         | 9,5:1                 | 96 (130)/5800                       | 193/3000                                  | 190             | 11,0                            | 9/1986−10/1989  |
| 2.4i          | V6            | 2394              | 84,0 × 72,0              | Multipoint    | Reguleret     | 9,5:1                 | 92 (125)/5800                       | 182/3500                                  | 190             | 11,0                            | 10/1988−12/1994 |
| 2.8i          | V6            | 2792              | 93,0 × 68,5              | Multipoint    | Ingen         | 9,2:1                 | 110 (150)/5800                      | 219/3000                                  | 208             | 9,6                             | 4/1985−11/1986  |
| 2.9i          | V6            | 2935              | 93,0 × 72,0              | Multipoint    | Ingen         | 9,5:1                 | 110 (150)/5700                      | 233/3000                                  | 208             | 9,0                             | 9/1986−10/1989  |
| 2.9i          | V6            | 2935              | 93,0 × 72,0              | Multipoint    | Reguleret     | 9,0:1                 | 107 (145)/5500                      | 228/3000                                  | 204             | 9,2                             | 9/1986−12/1994  |
| 2.9i 24V      | V6            | 2935              | 93,0 × 72,0              | Multipoint    | Reguleret     | 9,7:1                 | 143 (195)/5750                      | 275/4500                                  | 225             | 8,8                             | 1/1991−12/1994  |
| Dieselmotorer |               |                   |                          |               |               |                       |                                     |                                           |                 |                                 |                 |
| 2.5 D         | R4            | 2498              | 94,0 × 90,0              | Hvirvelkammer | Ingen         | 23,0:1                | 51 (69)/4200                        | 148/2000                                  | 158             | 19,4                            | 12/1985−12/1991 |
| 2.5 TD        | R4            | 2498              | 94,0 × 90,0              | Hvirvelkammer | Ingen         | 21,0:1                | 68 (92)/4200                        | 201/2250                                  | 173             | 14,0                            | 6/1988−1993     |
| 2.5 TD        | R4            | 2500              | 92,0 × 94,0              | Hvirvelkammer | Ingen         | 22,0:1                | 85 (115)/4200                       | 270/2000                                  | 185             | 11,4                            | 1993−12/1994    |

Versionerne med benzinmotor er fra og med årgang 1992 E10-kompatible.

### Udstyrsvarianter
- CL: Højdejusterbart rat, ABS, midterarmlæn bagi, indefra manuelt indstillelige sidespejle (fra 1987 også servostyring, centrallåsesystem og højdejusterbart førersæde).
- GL: Som CL samt el-ruder foran, omdrejningstæller, midterarmlæn foran, tonede sideruder, el-justerbare sidespejle og andre hjulkapsler.
- Ghia: Som GL samt el-justerbare bagsæderyglæn, velourindtræk, el-ruder bagi, alufælge, tågeforlygter og kørecomputer.

Til faceliftet i 1992 blev udstyrsvarianten CL omdøbt til CLX, samt GL til GLX. Kun betegnelsen Ghia forblev uændret.
- Saphir (1991−1992): Baseret på CL, men med bl.a. træoptikpynteliste på instrumentbrættet, specielt indtræk, hækblænde lakeret i bilens farve, alufælge og el-ruder foran.
- Topas (1993−1994): Baseret på CLX, men med sidespejle, sidepyntelister og dørhåndtag lakeret i bilens farve. Dertil kom specielle alufælge og stofindtræk, mørkere træindlæg indvendigt samt el-ruder og midterarmlæn foran.

## Scorpio '95 (1994−1998)
I oktober 1994 blev karrosseriet på Scorpio modificeret, så designet orienterede sig mod amerikanske limousiner.
I forbindelse med faceliftet udgik combi coupé-modellen, da salgstallene blev lavere og lavere, også selv om karrosseriformen var atypisk i den øvre mellemklasse. Dermed fandtes den faceliftede Scorpio kun som sedan og stationcar.
Dette facelift var det første på CAD/CAM-regneren udviklede Ford-design.
De i forvejen kendte motorer som 2,0'eren med 115 hk og den 2,9-liters V6-motor blev suppleret af en moderne 16-ventilet motor på 2,0 liter med 136 hk og en 2,9-liters V6 24V-motor med 204 hk og dobbelte overliggende knastaksler.
I midten af 1996 fik turbodieselmotoren på 2,5 liter sin effekt øget fra 115 til 125 hk. Desuden blev både den firecylindrede 2,0i 16V og den sekscylindrede 2,9i afløst af en ny 2,3i 16V med 147 hk.
På trods af disse modifikationer forblev salgstallene under forventningerne. Desuden var der i Europa et generelt fald i salget af klassiske sedaner udenfor luksusbilsegmentet.
- Bagfra
- Ford Scorpio Turnier (1994−1997)

I november 1997 blev Scorpio igen let modificeret. I rammerne af dette facelift fik sedanmodellen en ny baglygteenhed, som kunne kendes på farven samt bortfaldet af det hidtil genmemgående krombånd. Også den brede kromrande på begge modellers kølergrill forsvandt, mens kølergrillen nu var omkranset af en rande i bilens farve med en smal krompynteliste. Forlygterne blev mørkere, og i den forreste kofanger var der nu ingen luftindtag til venstre og højre for blink- og tågelygteglassene.
Denne udførelse var dog kun i modelprogrammet i knap et år, før produktionen af Scorpio blev endegyldigt indstillet den 30. juni 1998. Af denne grund er den faceliftede version sjældnere at møde end den oprindelige version af Scorpio '95.
- Ford Scorpio (1997–1998)
- Bagfra
- Ford Scorpio Turnier (1997−1998)

### Udstyrsvarianter
- Scorpio: Blandt andet el-ruder foran, to el-justerbare sidespejle, elektrisk højdejusterbart førersæde, fører- og passagerairbag, ABS, nakkestøtter bagi, servostyring, centrallåsesystem, varmedæmpende ruder og træindlæg.
- Scorpio Ghia: Som Scorpio samt midterarmlæn foran, automatisk klimaanlæg, el-ruder foran og bagi, elektrisk højdejusterbart førersæde med hukommelse og kørecomputer.

### Tekniske data
|                                                | 2.0i                | 2.0i 16V                        | 2.3i 16V                          | 2.9i                     | 2.9i 24V               | 2.5 TD                    | 2.5 TD                                |
| Byggeår                                        | 10/1994−6/1998      | 10/1994–5/1996                  | 6/1996−6/1998                     | 2/1995–6/1996            | 10/1994–6/1998         | 10/1994–5/1996            | 6/1996−6/1998                         |
| Motordata                                      |                     |                                 |                                   |                          |                        |                           |                                       |
| Motorkode                                      | NSD                 | N3A                             | Y5A                               | BRG                      | BOB                    | SCC                       | SCD1                                  |
| Motortype                                      | R4-benzinmotor      | R4-benzinmotor                  | R4-benzinmotor                    | V6-benzinmotor           | V6-benzinmotor         | R4-dieselmotor            | R4-dieselmotor                        |
| Antal ventiler pr. cylinder                    | 2                   | 4                               | 4                                 | 2                        | 4                      | 2                         | 2                                     |
| Ventilstyring                                  | DOHC, kæde          | DOHC, kæde                      | DOHC, kæde                        | Central knastaksel, kæde | 2 × DOHC, kæde         | OHV, kæde                 | OHV, kæde                             |
| Fødesystem                                     | Multipoint          | Multipoint                      | Multipoint                        | Multipoint               | Multipoint             | Hvirvelkammer             | Hvirvelkammer                         |
| Trykladning                                    | –                   | –                               | –                                 | –                        | –                      | Turbolader, ladeluftkøler | Turbolader, ladeluftkøler             |
| Køling                                         | Vandkøling          | Vandkøling                      | Vandkøling                        | Vandkøling               | Vandkøling             | Vandkøling                | Vandkøling                            |
| Boring × slaglængde                            | 86,0 × 86,0 mm      | 86,0 × 86,0 mm                  | 91,0 × 91,0 mm                    | 93,0 × 72,0 mm           | 93,0 × 72,0 mm         | 92,0 × 94,0 mm            | 92,0 × 94,0 mm                        |
| Slagvolume                                     | 1998 cm³            | 1998 cm³                        | 2295 cm³                          | 2935 cm³                 | 2935 cm³               | 2500 cm³                  | 2500 cm³                              |
| Kompressionsforhold                            | 9,8:1               | 9,8:1                           | 10,0:1                            | 9,5:1                    | 9,7:1                  | 21,5:1                    | 21,0:1                                |
| Maks. effekt ved omdr./min.                    | 85 kW (115 hk) 5500 | 100 kW (136 hk) 6300            | 108 kW (147 hk) 5600              | 110 kW (150 hk) 5500     | 152 kW (207 hk) 6000   | 85 kW (115 hk) 4200       | 92 kW (125 hk) 4200                   |
| Maks. drejningsmoment ved omdr./min.           | 167 Nm 2500         | 175 Nm 4200                     | 202 Nm 4500                       | 229 Nm 3500              | 281 Nm 4200            | 270 Nm 2200               | 293 Nm 2200                           |
| Kraftoverførsel                                |                     |                                 |                                   |                          |                        |                           |                                       |
| Drivende hjul                                  | Baghjul             | Baghjul                         | Baghjul                           | Baghjul                  | Baghjul                | Baghjul                   | Baghjul                               |
| Gearkasse (standardudstyr)                     | 5-trins manuel      | 5-trins manuel                  | 5-trins manuel                    | 4-trins automatisk       | 4-trins automatisk     | 5-trins manuel            | 5-trins manuel                        |
| Gearkasse (ekstraudstyr)                       | –                   | 4-trins automatisk              | 4-trins automatisk                | –                        | –                      | –                         | 4-trins automatisk                    |
| Præstationer (sedan)2                          |                     |                                 |                                   |                          |                        |                           |                                       |
| Topfart                                        | 193 km/t            | 207 km/t (195 km/t)             | 210 km/t (204 km/t)               | (200 km/t)               | (225 km/t)             | 193 km/t                  | 198 km/t                              |
| Acceleration, 0–100 km/t                       | 12,8 sek.           | 11,1 sek. (12,9 sek.)           | 9,8 sek. (11,2 sek.)              | (11,0 sek.)              | (9,0 sek.)             | 11,9 sek.                 | 11,1 sek.                             |
| Brændstofforbrug pr. 100 km ved blandet kørsel | 8,6 liter Blyfri 95 | 8,9 liter (9,2 liter) Blyfri 95 | 9,6 liter (10,5 liter) Blyfri 95  | (11,1 liter) Blyfri 95   | (12,6 liter) Blyfri 95 | 8,0 liter Diesel          | 8,3−8,7 liter Diesel                  |
| CO2-udslip ved blandet kørsel                  | 234−242 g/km        |                                 | 228−236 g/km (249−251 g/km)       |                          | (296−297 g/km)         |                           | 218−236 g/km (260−273 g/km)           |
| Præstationer (stationcar)2                     |                     |                                 |                                   |                          |                        |                           |                                       |
| Topfart                                        | 187 km/t            | 200 km/t (187 km/t)             | 208 km/t (202 km/t)               | (196 km/t)               | (215 km/t)             | 187 km/t                  | 193 km/t                              |
| Acceleration, 0–100 km/t                       | 13,2 sek.           | 11,4 sek. (12,9 sek.)           | 10,1 sek. (11,5 sek.)             | (11,5 sek.)              | (9,2 sek.)             | 12,2 sek.                 |                                       |
| Brændstofforbrug pr. 100 km ved blandet kørsel |                     | 9,1 liter (9,4 liter) Blyfri 95 | 10,1 liter (10,7 liter) Blyfri 95 | (11,3 liter) Blyfri 95   | (12,8 liter) Blyfri 95 | 8,5 liter Diesel          | 8,4−9,0 liter (9,9−10,4 liter) Diesel |
| CO2-udslip ved blandet kørsel                  | 238−246 g/km        |                                 | 231−239 g/km (254−255 g/km)       |                          | (301−302 g/km)         |                           | 222−237 g/km (263−276 g/km)           |

## Sikkerhed
Det svenske forsikringsselskab Folksam vurderer flere forskellige bilmodeller ud fra oplysninger fra virkelige ulykker, hvorved risikoen for død eller invaliditet i tilfælde af en ulykke måles. I rapporterne Hur säker är bilen? er/var Ford Scorpio klassificeret som følger:
- 1999: Mindst 20 % bedre end middelbilen[10]
- 2001: Mindst 20 % bedre end middelbilen[11]
- 2003: Mindst 15 % bedre end middelbilen[12]
- 2005: Mindst 15 % bedre end middelbilen[13]
- 2007: Som middelbilen[14]
- 2009: Som middelbilen[15]
- 2011: Som middelbilen[16]
- 2013: Mindst 40 % dårligere end middelbilen[17]
- 2015: Mindst 40 % dårligere end middelbilen[18]
- 2017: Mindst 40 % dårligere end middelbilen[19]

## Indstilling af produktionen
Der var mange grunde til, at Scorpio ikke blev nogen salgssucces. En af grundene var, at de store mellemklassebiler blev større og mere udbredte. På den anden side blev den allerede bestående køberkreds til forgængeren Granada og andre mærker/modeller af øvre mellemklassebiler ikke tiltalt af den første models combi coupé-form. Først fra januar 1990 kunne Scorpio i stedet leveres som klassisk sedan.
Også målgruppen for stationcarkøbere følte sig forsømt, da Ford for første gang siden 1957 ikke lavede en øvre mellemklassestationcar. Først i februar 1992 blev der rettet op på dette problem med introduktionen af Scorpio Turnier. I overgangstiden importede nogle Ford-forhandlere stationcarudgaven af den amerikanske Ford Taurus, som dog kvalitetsmæssigt ikke kunne sammenlignes med Scorpio og i Tyskland ikke blev nogen succes.
Det i oktober 1994 introducerede nye design med stærkt amerikansk inspireret front- og bagparti passede heller ikke til tidssmagen i denne klasse. Ligeledes blev udvalget af motor- og udstyrsvarianter reduceret kraftigt på dette tidspunkt. I et markedssegment, hvor udviklingen gik kraftigt baglæns, havde Scorpio ikke længere nogen chance.
Indstillingen af Scorpio-serien var allerede besluttet ved introduktionen af Scorpio '95, da man fra år 1999 ville importere en efterfølger fra USA (Lincoln LS-serien) og derved overlade dette segment til Fords amerikanske afdeling. Af koncernpolitiske grunde (blandt andet for at undgå konkurrence med den nye Jaguar S-Type) kom der dog ingen efterfølger på det europæiske marked. Dermed trak Ford Europa sig ud af den øvre mellemklasse, da produktionen af Scorpio stoppede i midten af 1998.
Mærket Ford blev efter at Scorpio udgik indbundet i en flermærkesstrategi i Ford-koncernen, hvor den øvre mellemklasse i Europa blev afdækket af koncernens andre mærker Volvo og Jaguar. Jaguar S-Type og Volvo S80 kan dermed betragtes som en form for indirekte efterfølgere for Scorpio. Størrelsesmæssigt er Scorpios position senere blevet overtaget af den nu større Mondeo, der som stor mellemklassebil dog ikke kan betragtes som efterfølger for Scorpio.